# WEYI-Sendemast
Der WEYI-Sendemast ist ein 414,22 Meter hoher, abgespannter Sendemast zur Verbreitung von UKW- und TV-Programmen in Clio, Michigan, USA. Der WEYI-Sendemast wurde 1972 fertiggestellt und ist Eigentum von Smith Television.